# Carragosela
Carragosela, ou Carragozela, é uma povoação portuguesa do Município de Seia, na antiga província da Beira Alta, região do Centro e sub-região da Serra da Estrela, que foi sede da extinta Freguesia de Carragosela, freguesia que tinha 4,05 km² de área e 380 habitantes (2011), e, por isso, uma densidade populacional de 93,8 hab./km².
A Freguesia de Carragosela foi extinta e agregada à Freguesia de Várzea de Meruge, criando-se a União das freguesias de Carragozela e Várzea de Meruge. 
Destacam-se na povoação a presença de várias alminhas, locais de oração. Foi criada uma Rota das Alminhas, que permite percorrer os vários pontos onde se localizam as alminhas de Carragozela e Várzea de Meruge.

## População
| Totais e grupos etários | Totais e grupos etários | Totais e grupos etários | Totais e grupos etários | Totais e grupos etários | Totais e grupos etários | Totais e grupos etários | Totais e grupos etários | Totais e grupos etários | Totais e grupos etários | Totais e grupos etários | Totais e grupos etários | Totais e grupos etários | Totais e grupos etários | Totais e grupos etários | Totais e grupos etários |
| ----------------------- | ----------------------- | ----------------------- | ----------------------- | ----------------------- | ----------------------- | ----------------------- | ----------------------- | ----------------------- | ----------------------- | ----------------------- | ----------------------- | ----------------------- | ----------------------- | ----------------------- | ----------------------- |
|                         | 1864                    | 1878                    | 1890                    | 1900                    | 1911                    | 1920                    | 1930                    | 1940                    | 1950                    | 1960                    | 1970                    | 1981                    | 1991                    | 2001                    | 2011                    |
| Total                   | 401                     | 386                     | 443                     | 454                     | 507                     | 458                     | 489                     | 486                     | 509                     | 390                     | 356                     | 428                     | 429                     | 403                     | 380                     |

| 0-14 anos | 15-24 anos | 25-64 anos | 65 e + anos |
| 59 \| 55  | 57 \| 37   | 213 \| 209 | 74 \| 79    |
| -7%       | -35%       | -2%        | +7%         |

## Património
- Igreja paroquial;
- Capela de São Silvestre.

## Gastronomia
- Rojões;
- Enchidos;
- Arroz doce;
- Músicos (bolos).

## Entidades
- Banda Filarmónica 1º de Janeiro Carragozela, com escola de música;
- Associação de Cantares Gerações de Carragozela.